# Euphranor

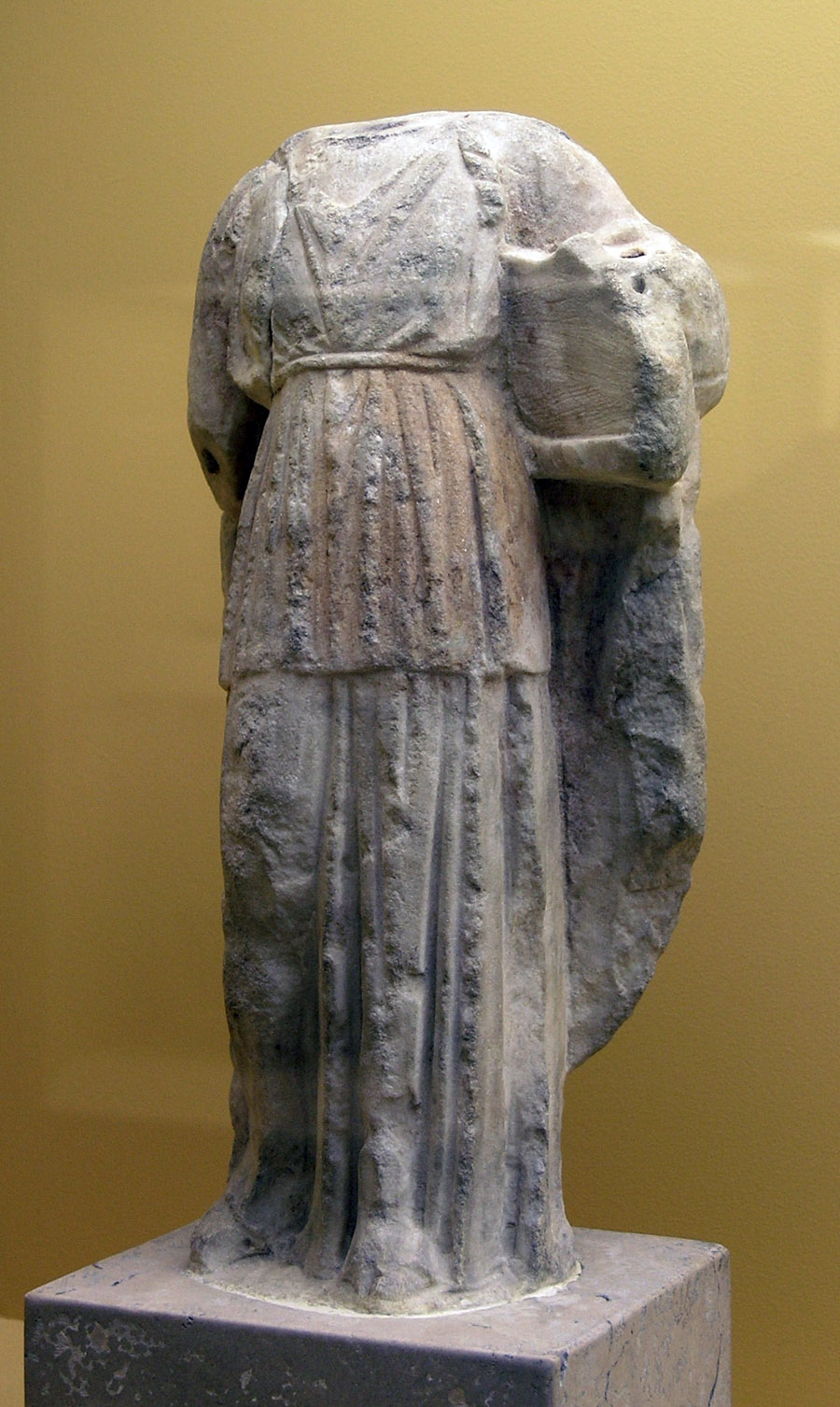
Marmeren Apollo Kitharoidos (S 2154) (Agoramuseum, Athene).

Euphranor (Oudgrieks: Εὐφράνωρ) was een Grieks kunstschilder uit de 4e eeuw v.Chr.
Hij werd in de oudheid zeer bewonderd om zijn schilderingen van veldslagen (vb. de Slag bij Mantinea, waarop hij een treffen tussen ruiters afbeeldde), en om zijn versiering van de Stoa van Zeus Eleutherios te Athene (onder meer een Theseus, de allegorie het Volk en de Democratie en de Vergadering van de twaalf Olympische Goden).
Euphranor was naast kunstschilder ook beeldhouwer.
- Gemeinsame Normdatei: 118682695
- Library of Congress Control Number: n87893741
- Nederlandse Thesaurus van Auteursnamen: 119727307
- Réseau des bibliothèques de Suisse occidentale: 02-A010080981
- Système universitaire de documentation: 029901650
- Union List of Artist Names: 500123491
- Virtual International Authority File: 96593195